# Журіловка (комуна)
Журіловка (рум. Jurilovca) — комуна у повіті Тулча в Румунії. До складу комуни входять такі села (дані про населення за 2002 рік):
- Вішина (879 осіб)
- Журіловка (2899 осіб)
- Селчоара (1406 осіб)

Комуна розташована на відстані 222 км на схід від Бухареста, 47 км на південь від Тулчі, 67 км на північ від Констанци, 99 км на південний схід від Галаца.

## Населення
За даними перепису населення 2002 року у комуні проживали 5184 особи.
Національний склад населення комуни:
| Національність   | Кількість осіб | Відсоток |
| ---------------- | -------------- | -------- |
| румуни           | 2837           | 54,7%    |
| росіяни-липовани | 2330           | 44,9%    |
| українці         | 5              | 0,1%     |
| угорці           | 4              | 0,1%     |
| турки            | 3              | 0,1%     |
| німці            | 1              | < 0,1%   |
| словаки          | 1              | < 0,1%   |
| болгари          | 1              | < 0,1%   |
| хорвати          | 1              | < 0,1%   |
| чехи             | 1              | < 0,1%   |

Рідною мовою назвали:
| Мова       | Кількість осіб | Відсоток |
| ---------- | -------------- | -------- |
| румунська  | 2961           | 57,1%    |
| російська  | 2209           | 42,6%    |
| українська | 4              | 0,1%     |
| турецька   | 3              | 0,1%     |
| угорська   | 2              | < 0,1%   |
| хорватська | 2              | < 0,1%   |
| німецька   | 1              | < 0,1%   |
| словацька  | 1              | < 0,1%   |
| чеська     | 1              | < 0,1%   |

Склад населення комуни за віросповіданням:
| Релігія      | Кількість осіб | Відсоток |
| ------------ | -------------- | -------- |
| православні  | 2472           | 47,7%    |
| старообрядці | 2381           | 45,9%    |
| адвентисти   | 305            | 5,9%     |
| баптисти     | 3              | 0,1%     |
| мусульмани   | 3              | 0,1%     |
| лютерани     | 1              | < 0,1%   |
| не релігійні | 1              | < 0,1%   |
| атеїсти      | 1              | < 0,1%   |